# Opistognathus fenmutis
Opistognathus fenmutis is een  straalvinnige vissensoort uit de familie van kaakvissen (Opistognathidae). De wetenschappelijke naam van de soort is voor het eerst geldig gepubliceerd in 1993 door Acero P. & Franke.
De soort staat op de Rode Lijst van de IUCN als Onzeker, beoordelingsjaar 2007.